# Ausschuss für Haushaltskontrolle
Der Ausschuss für Haushaltskontrolle (englisch Committee on Budgetary Control, französisch Commission du contrôle budgétaire, kurz CONT) ist ein Ausschuss des Europäischen Parlaments und operiert als internes Kontrollorgan der Europäischen Union. Als solcher zeigt er Fehlentwicklungen innerhalb der EU-Institutionen und anderer Einrichtungen auf und versucht dann in weiterer Folge konstruktive Verbesserungsvorschläge auszuarbeiten. Ausschussvorsitzender ist seit Juli 2024 Niclas Herbst (CDU/EVP). Der Ausschuss umfasst insgesamt 30 ständige Mitglieder.

## Aufgabenbereiche
Der Ausschuss kontrolliert die Ausführung des Budgets der Europäischen Union, untersucht also inwiefern das Geld der Steuerzahler wirtschaftlich, zweckmäßig, wirksam sowie gesetzeskonform eingesetzt wurden. In enger Zusammenarbeit mit dem Europäischen Rechnungshof prüft der Ausschuss die Konten der EU-Institutionen und empfiehlt Verbesserungen um ein solides Finanzmanagement sicherzustellen. Besonderes Augenmerk wird dabei auf Betrugsbekämpfung und die Aufdeckung von Unregelmäßigkeiten gerichtet. Der Ausschuss versucht gemeinsam mit OLAF diese Fälle öffentlichkeitswirksam zu debattieren und Lösungsvorschläge anzubieten, um ähnliche Vorfälle in der Zukunft zu verhindern.
Das alljährliche Entlastungsverfahren ist das Hauptinstrument der Abgeordneten im Ausschuss um ihrer Kontrollfunktion nachzukommen. Im Rahmen dieser Tätigkeit, untersucht der Ausschuss die Umsetzung des EU-Budgets durch alle beteiligten Einrichtungen (u. a. Kommission, Parlament, Rat, Agenturen) auf Grundlage des Jahresberichts des Europäischen Rechnungshofs. Zu diesem Zweck werden die verantwortlichen Führungspersonen der jeweiligen Einrichtung (etwa EU-Kommissare) zu Anhörungen im Ausschuss geladen. In weiterer Folge übermitteln dann die Abgeordneten detaillierte Fragenkataloge hinsichtlich der Tätigkeiten und allgemeinen Performance des vorangegangenen Arbeitsjahres (x, z. B. 2011). Dieses Verfahren beginnt üblicherweise im Oktober des Folgejahres (x+1, z. B. 2012). Schließlich wird über die Entlastungen im nächsten darauffolgenden Jahr (x+2, z. B. 2013) abgestimmt, nämlich im März im Ausschuss sowie im April im Plenum.

## Vorsitzende (Auswahl)

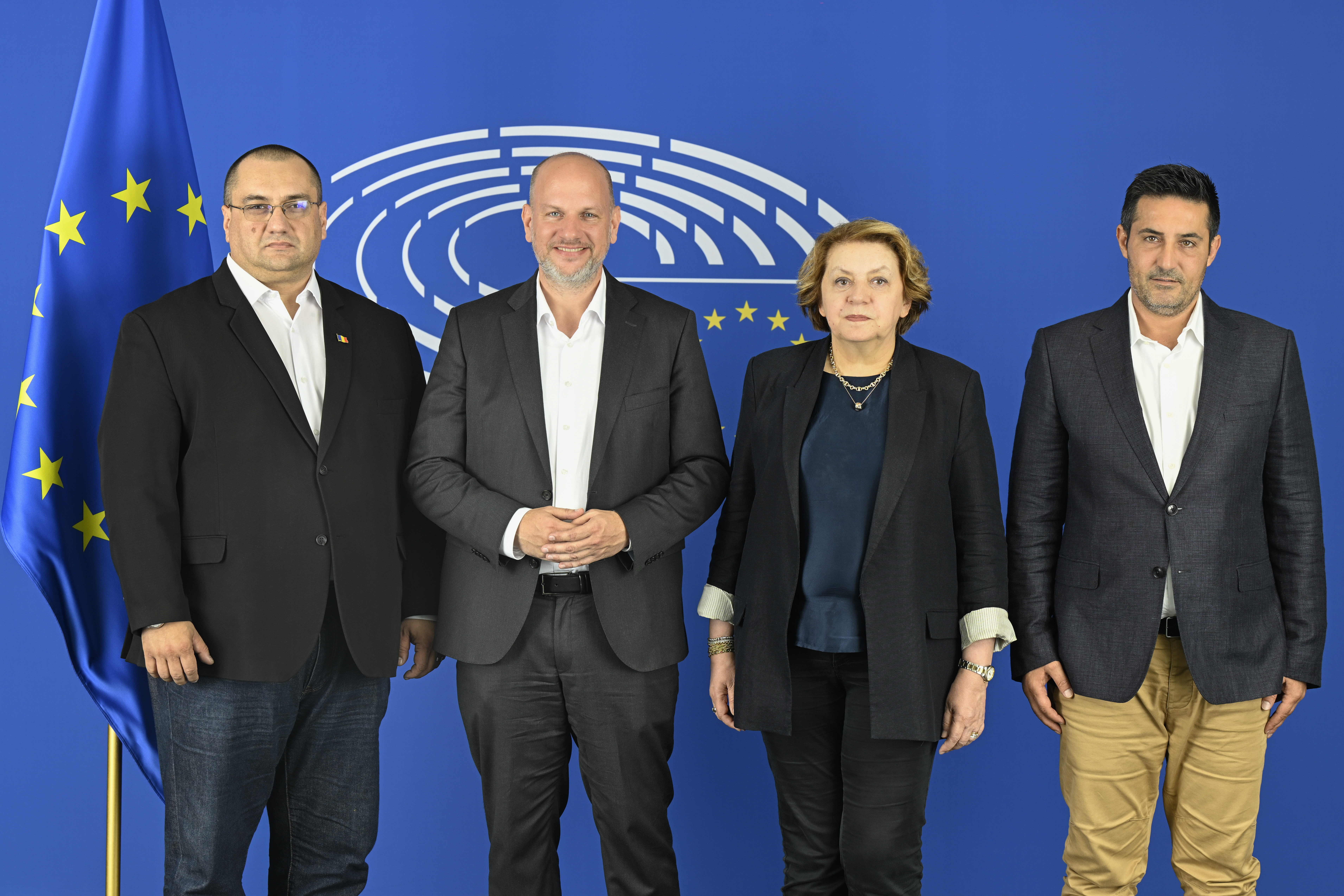
Ausschussvorsitz der 10. Wahlperiode (2024–2029, v. l. n. r.): Cristian Terheș, Niclas Herbst, Caterina Chinnici und Claudiu Manda

- 2009–2012:Luigi de Magistris (Italia dei Valori/ALDE)
- 2012–2014: Michael Theurer (FDP/ALDE)
- 2014–2019: Ingeborg Gräßle (CDU/EVP)
- 2019–2024: Monika Hohlmeier (CSU/EVP)[5]
- Seit Juli 2024: Niclas Herbst (CDU/EVP)[1]